# Matthieu Heerma van Voss
Matthieu Sybrand Huibert Gerard Heerma van Voss (Leeuwarden, 25 september 1923 – Voorschoten, 8 januari 2015) was een Nederlands hoogleraar met als leeropdracht Geschiedenis van de antieke godsdiensten.

## Biografie
Heerma van Voss was lid van de Nederland's Patriciaatsfamilie Heerma van Voss en een zoon van de rijksarchivaris van Friesland dr. Alexander Lodewijk Heerma van Voss (1894-1948) en Elisabeth CIasina Maria van Rijsbergen (1901-1989). Hij trouwde in 1952 met advocate mr. Constance Eline Loeb (1924-2013) uit welk huwelijk drie kinderen werden geboren, onder wie hoogleraar en staatsraad prof. mr. Guus Heerma van Voss. 
In 1951 publiceerde hij de bibliografie van zijn vader, die een In memoriam van hem begeleidde. 
Hij studeerde Egyptologie, eerst in Groningen bij Gerardus van der Leeuw, en vervolgens na de Tweede Wereldoorlog in Leiden bij Adriaan de Buck en Jozef Janssen. In Leiden promoveerde hij in 1963 bij Adolf Klasens op De oudste versie van Dodenboek 17a: coffin texts spreuk 335a. Hij was werkzaam op de afdeling Egyptologie van de Rijksuniversiteit Leiden vanaf 1952. Van 1963 tot 1967 was hij verantwoordelijk voor de redactie van de Annual Egyptological Bibliography. In 1969 werd hij benoemd tot hoogleraar Geschiedenis van de antieke godsdiensten aan de Universiteit van Amsterdam, waar hij zijn inaugurele rede hield op 15 december 1969 (Een mysteriekist ontsluierd). De leerstoel was oorspronkelijk ondergebracht in de Faculteit der Godgeleerdheid en vanaf 1971 in de Faculteit der Letteren. 
Heerma van Voss ging in 1988 met emeritaat en hield zijn afscheidsrede op 9 december 1988 (Een man en zijn boekrol). Bij zijn afscheid werden hem twee bundels aangeboden: een Engelstalige en een Nederlandstalige; in de eerste is een bibliografie van Heerma van Voss opgenomen.
Heerma van Voss stond onder Egyptologen wereldwijd bekend als een specialist op het gebied van het Dodenboek en (de religie van) de 21e dynastie. In de loop der jaren organiseerde hij enkele tentoonstellingen waarvoor hij de catalogi schreef, waaronder een in zijn geboortestad.

## Bestuursfuncties (selectie)
- Praeses Collegii (voorzitter) van het Leidsch Studenten Corps, collegejaar 1950-1951.
- Decaan van de Faculteit Theologie van de Universiteit van Amsterdam, 1974-1977.
- Voorzitter van het Vooraziatisch-Egyptisch Genootschap Ex Oriente Lux, 1974-1994.
- Voorzitter van het Oosters Genootschap, 1974-1976.
- Voorzitter van het Nederlands Genootschap voor Godsdienstwetenschap, de Nederlandse afdeling van de International Association for the History of Religions (1980-1986).
- Vertegenwoordiger voor Nederland in de Council van de International Association of Egyptologists (1984-1988).
- Bestuurslid (o.a. voorzitter) van de Rotary te Voorschoten, enkele malen in de jaren 1970.